# Автошлях О 240524-2
Автошлях О 240524-2 — обласна дорога місцевого значення в Черкаській області, «/Н08/ — ст. Гладківщина». Проходить територією Золотоніського району.

## Опис
Починається в селі Софіівка, на перехресті із дорогами Н08 та Т 2412, іде на південний захід через територію Піщанської громади, далі повертає південніше до села Гладківщина. Проходячи через нього, круто повертає західніше і продовжується в такому напрямку до перетину із О240512. Від даного перехрестя змінює напрямок на захід і закінчується в селищі Гладківщина біля однойменної залізничної станції. Покриття асфальтобетонне, має по одній смузі руху в кожен бік. Загальна довжина — 10,8 км.

## Реконструкція
У 2020 році розпочалась підготовка до капітального ремонту автошляху. На сервісі ProZorro з'явився тендер на виготовлення проєктно-кошторисної документації капітального ремонту дороги на відрізку км 2+400 – км 5+300. У вересні 2021-го року був оприлюднений тендер на виконання робіт з капітального ремонту вказаної ділянки. На проведеному 4 жовтня 2021 році тендері перемогу здобуло ТОВ "АВТОМАГІСТРАЛЬ-ЦЕНТР" з фінальною ціновою пропозицією у 31.8 млн. грн. Період надання послуг - до 31 грудня 2022 року.